# Ejer Bavnehøj
De heuveltop Ejer Bavnehøj ten zuidwesten van de plaats Skanderborg is met 171 meter het op een na hoogste punt van Denemarken.

Deze top is een onderdeel van de lage, golvende heuvelrug die het midden van Jutland vormt en valt nauwelijks als top waar te nemen.

In de buurt ligt de hoogste top, de Yding Skovhøj die 173 meter meet.

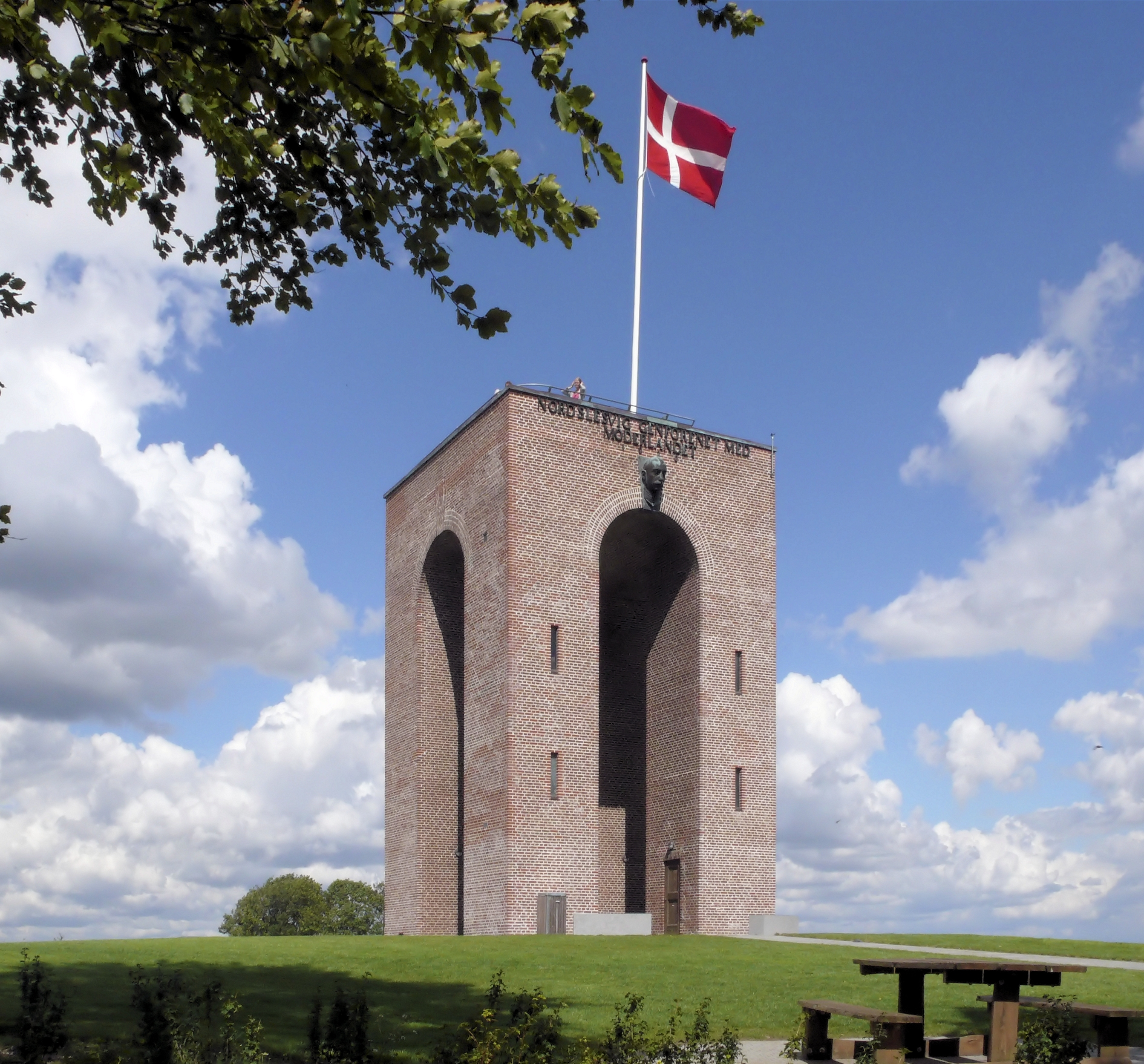
Ejer Bavnehøj